# Prefectura Gifu
Prefectura Gifu (岐阜県 Gifu-ken?) este o prefectură în Japonia.

## Geografie

Harta prefecturii Gifu

### Municipii
Prefectura cuprinde 21 localități cu statut de municipiu (市):
| - Ena - Gero - Gifu (centrul prefectural) - Gujō - Hashima - Hida | - Kakamigahara - Kani - Kaizu - Mino - Minokamo | - Mizuho - Mizunami - Motosu - Nakatsugawa - Ōgaki | - Seki - Tajimi - Takayama - Toki - Yamagata |

## Legături externe
Materiale media legate de prefectura Gifu la Wikimedia Commons